# Cardona (Uruguay)
Cardona es una ciudad uruguaya del departamento de Soriano, sede del municipio homónimo.

## Geografía
La localidad se ubica al sureste del departamento de Soriano, sobre la cuchilla Grande Inferior, límite con el departamento de Colonia, y en la confluencia de las rutas nacionales 2, 12 y 57. La vía férrea la separa de la ciudad coloniense de Florencio Sánchez.

## Historia
El proceso fundacional duró unos cuantos años, se inicia con la llegada del ferrocarril de la línea a Mercedes y la creación de la estación de trenes conocida como La Lata en 1901, pero se considera que 1903 fue el año de su fundación. Su nombre se debe al apellido de los hermanos Doroteo Juan y Braulio Miguel Cardona (de origen menorquín), quienes fraccionaron los primeros terrenos de sus propiedades. En principio se conoció al poblado como La lata del Perdido, nombre que tomó de una vieja pulpería del lugar. El 19 de abril de 1910 fue declarada pueblo por ley 3607.
La localidad fue elevada a la categoría de villa por ley 11946 del 12 de junio de 1953, y a la de ciudad por ley 13167 del 15 de octubre de 1963.

## Demografía
Según el censo de 2023 la ciudad cuenta con una población de 5186 habitantes.
| 2231          | 4110 | 4104 | 3822 | 4579 | 4689 | 4600 | 5186 |
| (Fuente: INE) |      |      |      |      |      |      |      |

## Municipio de Cardona

Localización del Municipio de Cardona

Por ley 18653 del 15 de marzo de 2010 se creó el municipio de Cardona perteneciente al departamento de Soriano, comprendiendo al distrito electoral MFA de ese departamento.

## Hermanamiento con Cardona, España
En materia de paradiplomacia, el Municipio de Cardona posee un vínculo de Hermanamiento con la localidad de Cardona (Cataluña, España). En 2010 las autoridades de ambas localidades firmaron un protocolo de Hermanamiento con el fin de intensificar los lazos empresariales, culturales, sociales y deportivos. Dicho protocolo establece un vínculo de amistad y cooperación entre las ciudades.

## Sitios de interés

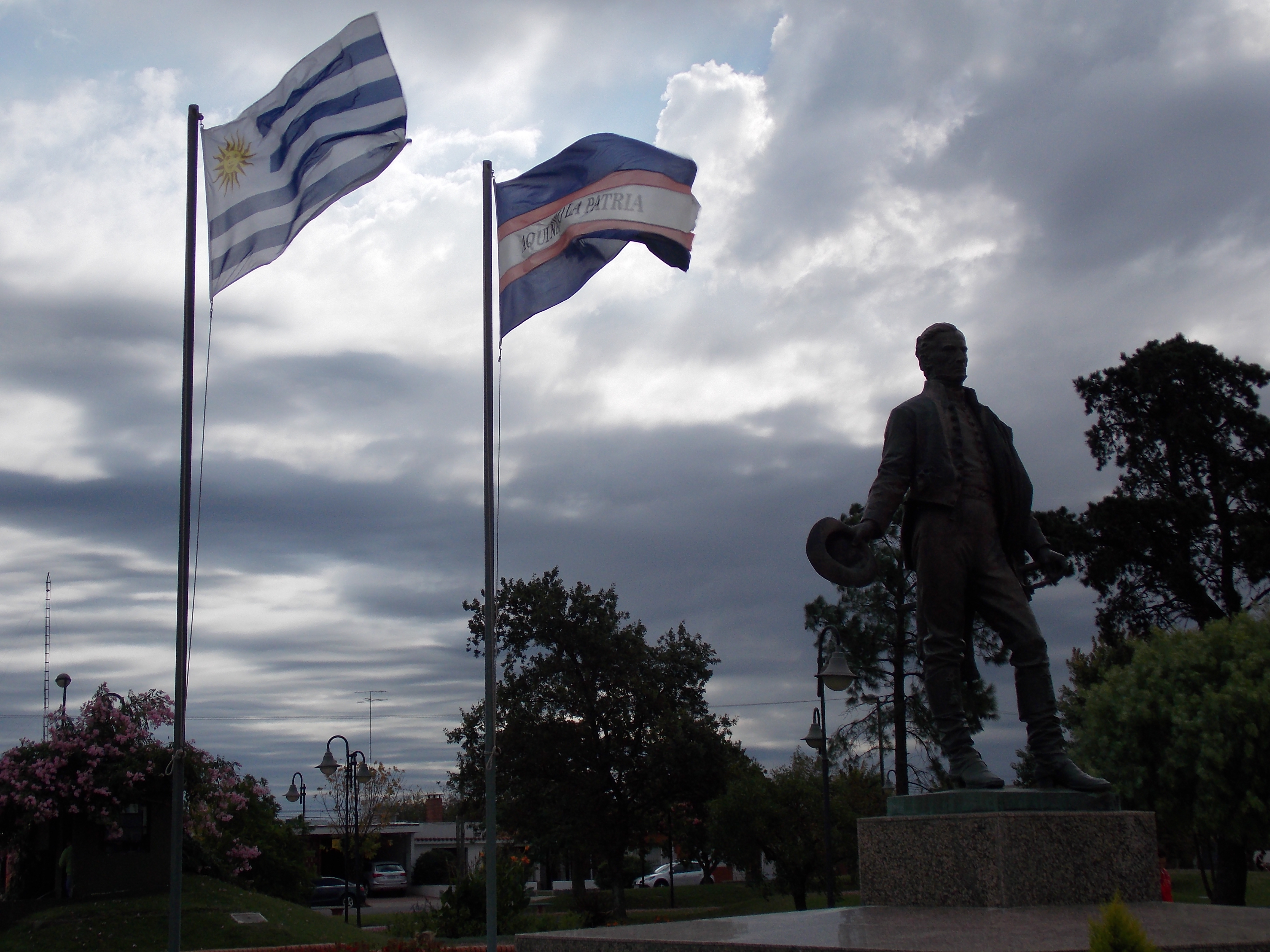
Plaza Artigas.

- Lata Vieja (antigua pulpería de los fundadores de la ciudad, actualmente funciona como museo).
- Parque Cazeux.
- Parque de la hermandad.

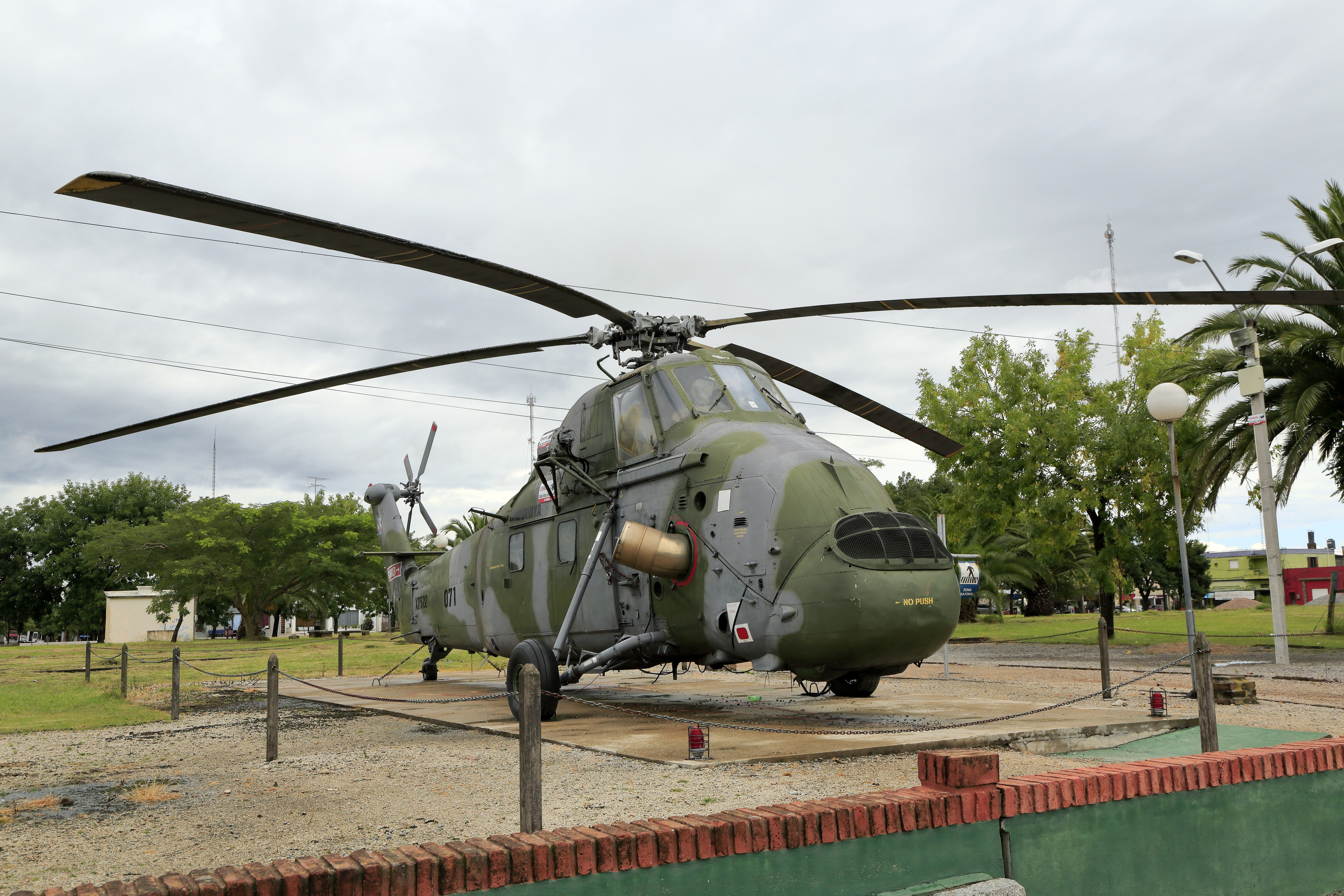
Helicóptero Westland Wessex.
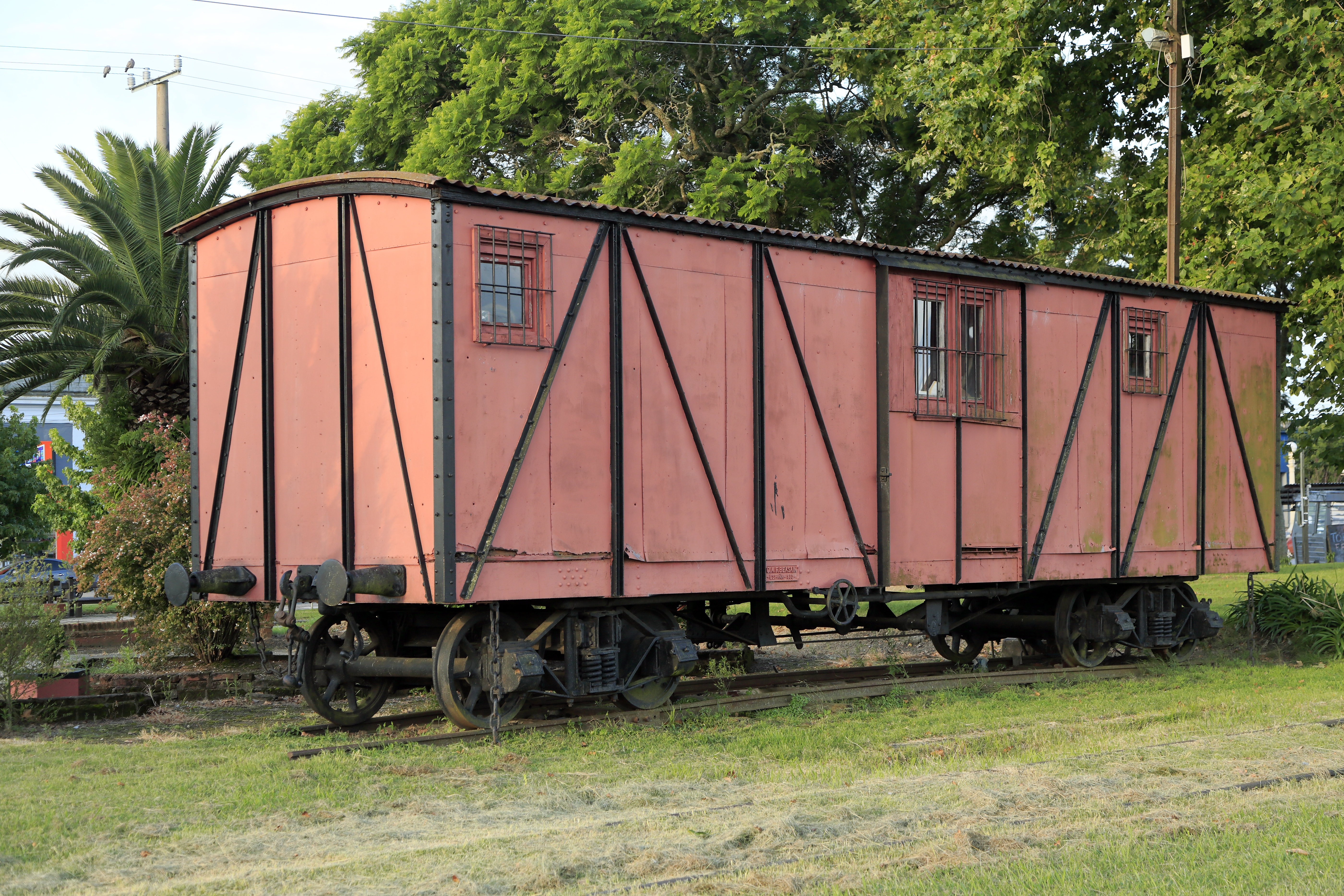
Vagón de ferrocarril.
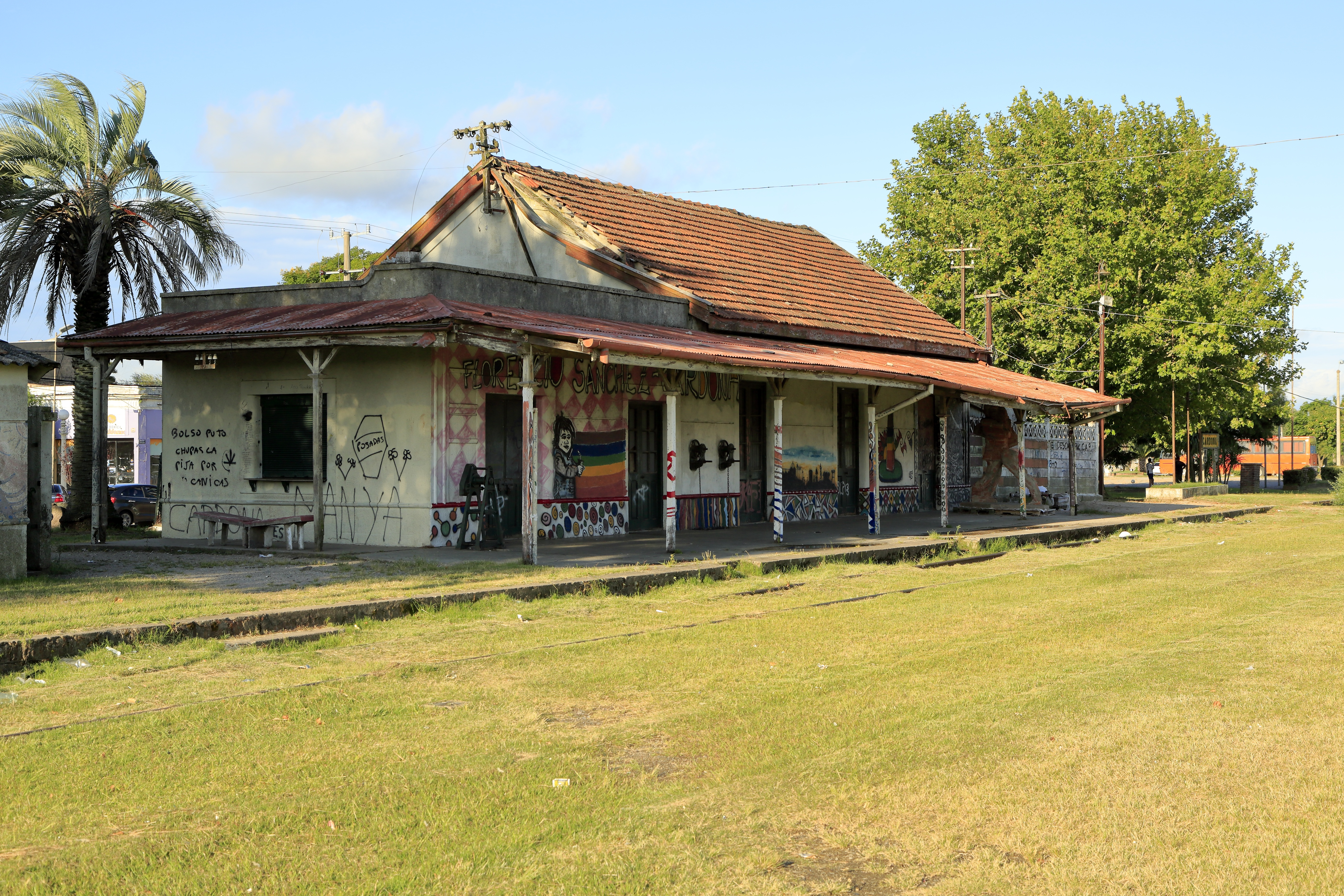
Vieja estación de AFE.  - Helicóptero Westland Wessex.
  - Vagón de ferrocarril.
  - Estación de AFE.

## Cultura y Sociedad

### Rendez Vous Estudiantil
Desde 1969 se realiza en Cardona la Fiesta de la Primavera, conocida localmente como Rendez Vous Estudiantil. Es un evento anual que se celebra en octubre y los encargados de la organización son los alumnos del liceo Dr. Justo P. Rodríguez.Consiste en un fin de semana con diversas actividades, siendo su principal atractivo los desfiles de carrozas (diurno y nocturno) realizados por los estudiantes del liceo y UTU local.

### Deportes
En materia deportiva cuenta con una liga de fútbol amateur con la participación de siete clubes de la misma ciudad y de parajes cercanos. También cuenta con un club de ciclismo (Cardona Wanderers) el cual compite en los torneos más importantes a nivel nacional. Cardona comparte con la vecina ciudad de Florencio Sánchez un motódromo donde se realizan anualmente fechas del campeonato nacional de motociclismo en tierra.

### Educación
Educación primaria:
- Escuela N.º 9 Martín José Artigas.
- Escuela N.º 54 Francisca A. Arnal de Artigas.
- Escuela N.º 115 Maestra Egriselda Gutiérrez Bravo.
- Colegio Jesús María (enseñanza privada)

Educación secundaria:
- Liceo Justo P. Rodríguez.
- Escuela Técnica (UTU) Carlos A. Guerra.

### Medios de comunicación

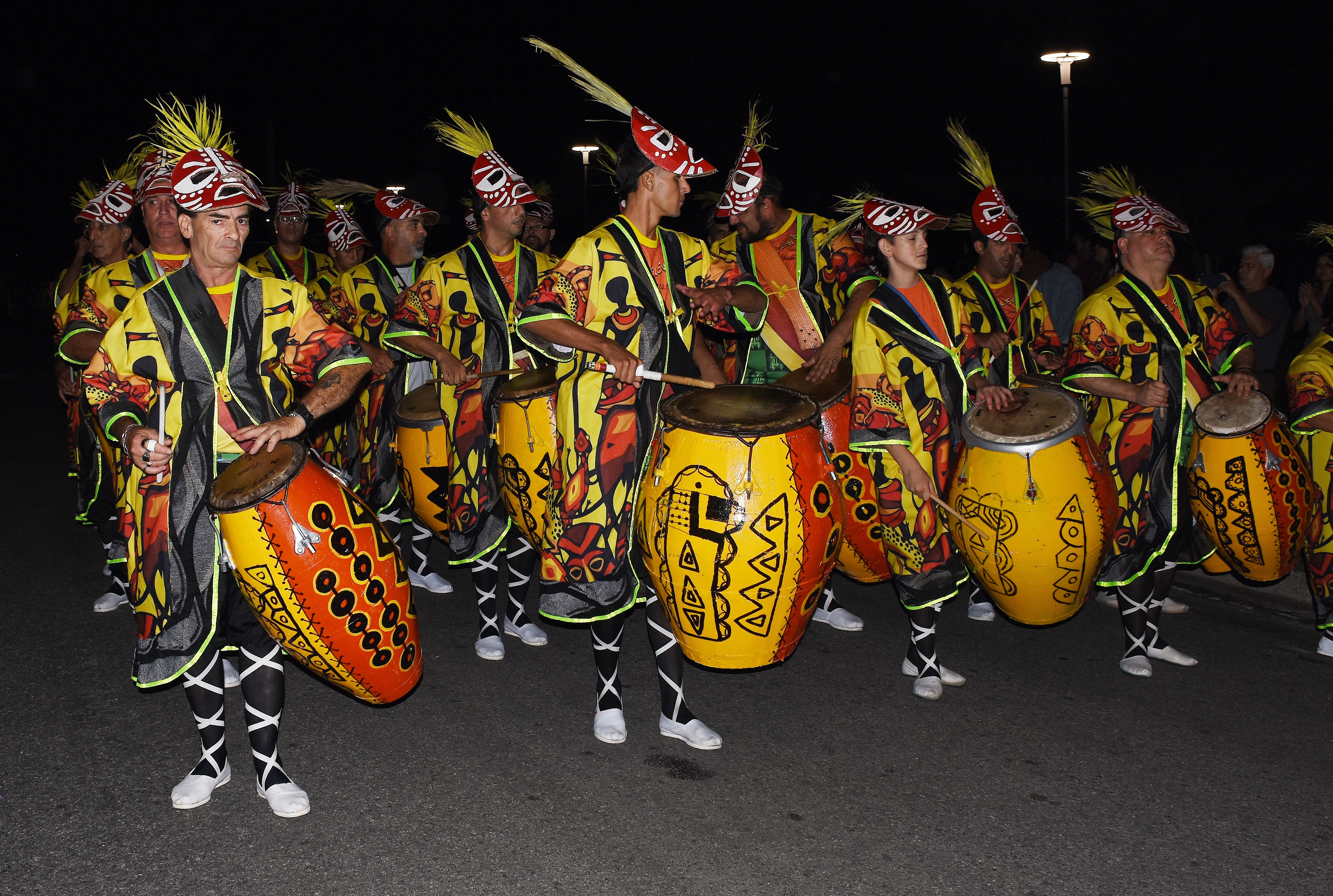
Desfile de Carnaval en Cardona en 2025

- Periódico Centenario.
- RadioCentro Cardona.

### Transporte
- Empresa de ómnibus Bonjour (transporte departamental y turismo nacional e internacional).
- Empresa UrbanTour (servicio de locomoción urbana, escolar y turismo).

### Cardonenses destacados
- Víctor Hugo Morales, relator y periodista deportivo.
- Eduardo Víctor Boga, periodista y dirigente político.
- Raquel Daruech, periodista.
- Mario Álvarez, futbolista.
- Matías Omar Pérez, futbolista.
- Carlos Ramos, músico, cantor.
- Eduardo Espinel, exfutbolista y actual entrenador de fútbol.
- Antonio Osta, culturista, campeón del mundo en Lituania 2008.
- Álvaro Bauzá, culturista, campeón del Mr. Uruguay
- Sebastián Aldacour, culturista, vicecampeón sudamericano
- Edison Torres Camacho, maestro, profesor formador de Educadores en el Instituto de Formación Docente de Rosario. Primer consejero electo por los. Docentes a nivel nacional del Consejo de Formación en Educación 2013 a 2019.
- Carlos Manuel Zabala, trompetista.[13]